# Plouha
Plouha [plua] est une commune du Goëlo dans l'ancien Pays de Saint-Brieuc, un des neuf Pays de Bretagne, dans le département des Côtes-d'Armor, dans la région Bretagne, en France.

## Géographie

### Localisation
La commune se situe sur l'ancienne route nationale D 786 de Saint-Malo (102 km à l'est) et Saint-Brieuc (26 km au sud-est) à Paimpol (18 km au nord-ouest), Lannion et Morlaix. Saint-Quay-Portrieux est à 9 km au sud-est, Guingamp à 23 km au sud-ouest, Rennes à 128 km au sud-est.
Le bourg de Plouha est à 3 km de la mer. Les falaises, situées sur la façade ouest de la baie de Saint-Brieuc, culminent à la pointe de Plouha à 104 m du niveau de la mer, ce qui en fait les plus hautes des côtes bretonnes. Les falaises sont bordées par le sentier des douaniers.
Plusieurs plages permettent des activités balnéaires : la plage de Bréhec, la plage dite  Bonaparte (Anse Cochat), l'anse de Porz Moguer.

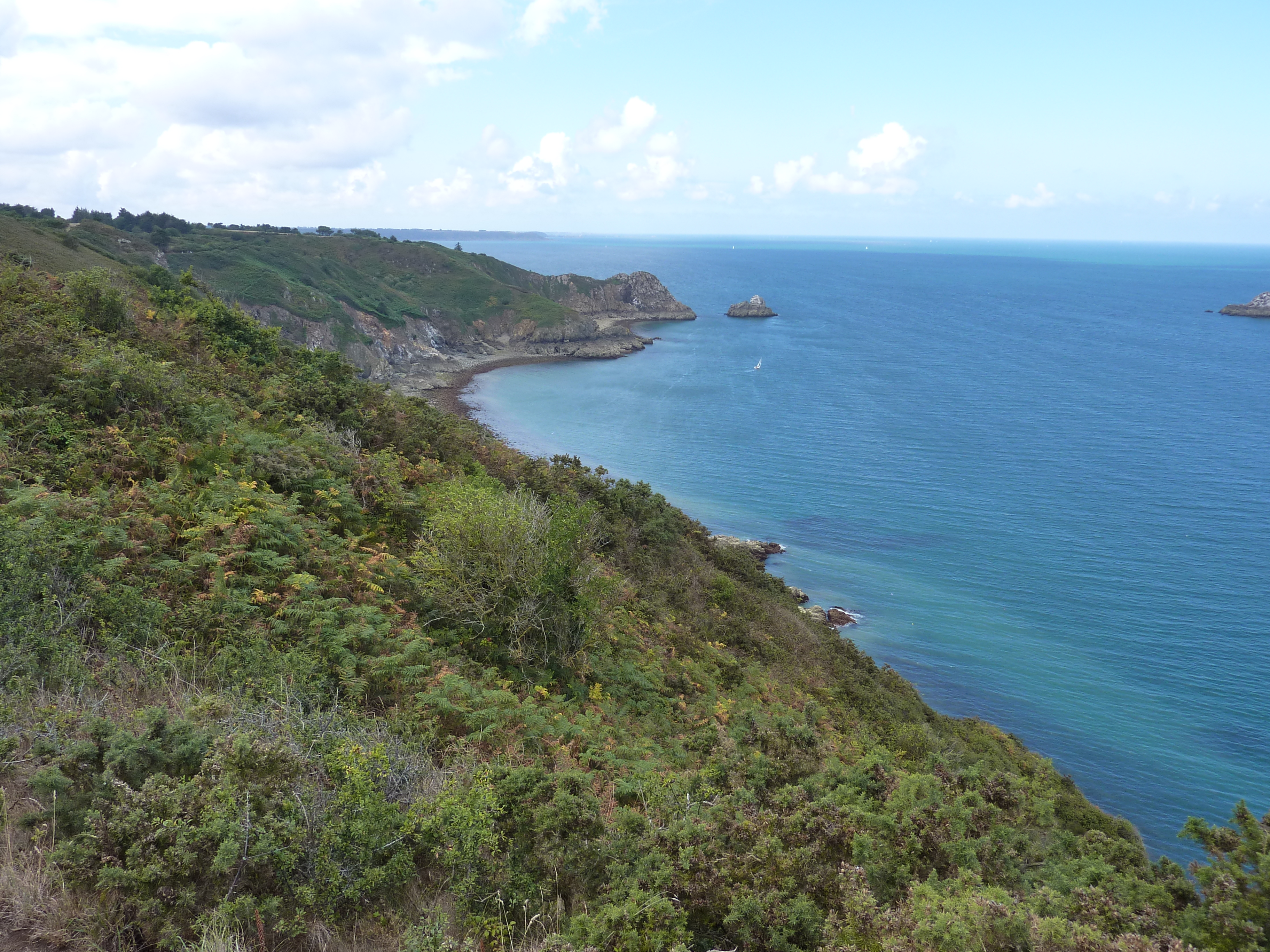
Rocher du Pommier depuis la pointe de Plouha.
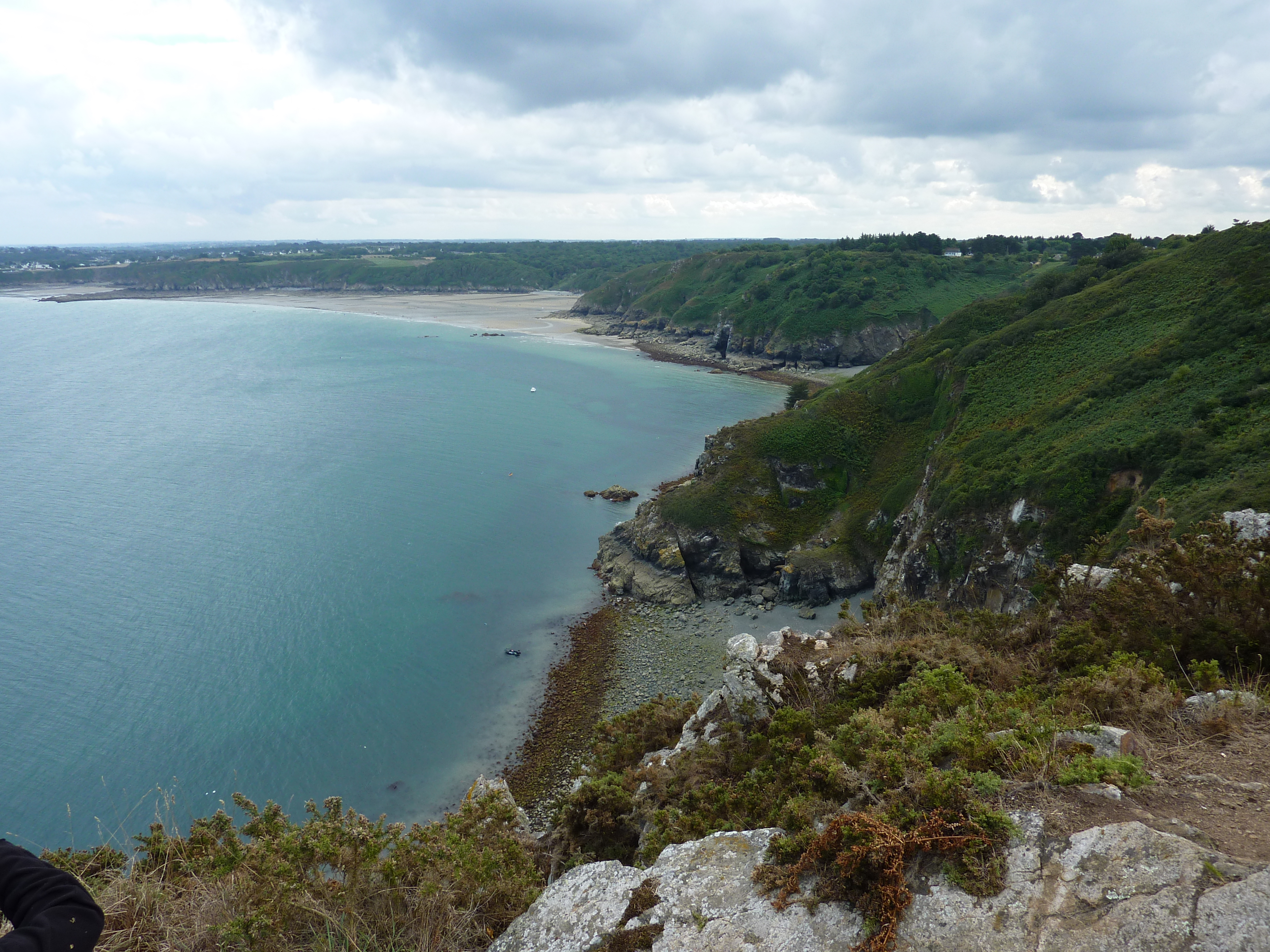
Plage du Palus depuis la pointe de Plouha.
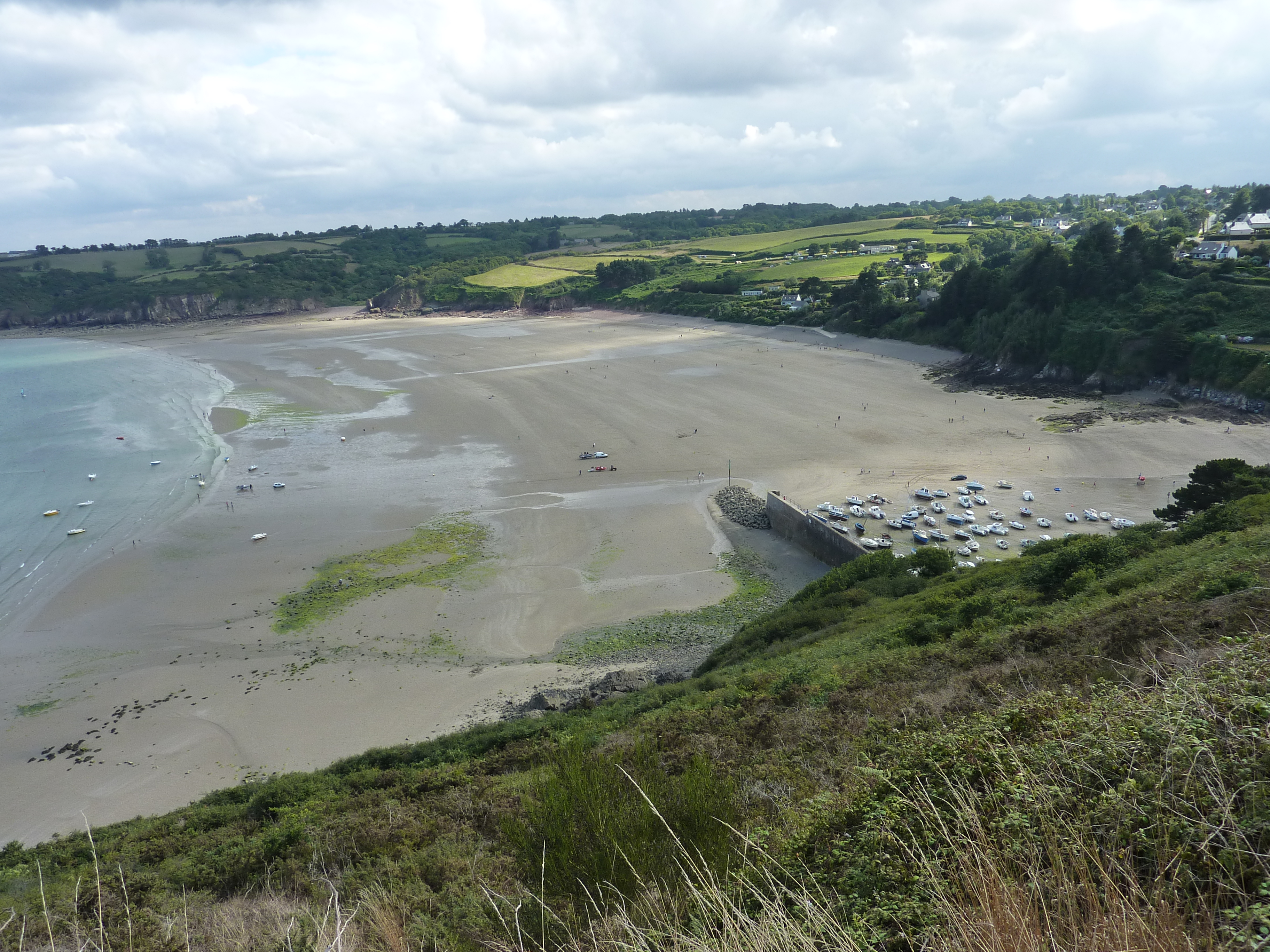
Plage de Bréhec vue du nord (Plouézec).

| Plouézec (9 km) Lanloup (5 km) | (Manche)        | (Manche)         |
| Pléhédel (6 km)                | Plouha          | Tréveneuc (4 km) |
| Pludual (4 km)                 | Pléguien (6 km) | Plourhan (4 km)  |

### Géologie et relief

Carte géologique du Massif armoricain, avec au nord-est le batholite mancellien et ses nombreux plutons de granite cadomien (Trégor, Lanhélin, Louvigné, Vire, Avranches…). Ce batholite dessine une ellipse de 150 km (d'Alençon à la Rance) sur 90 km (de Vitré à Vire).

Située à l'extrémité orientale du plateau du Trégor, Plouha est localisée dans la partie médiane du domaine nord armoricain, unité géologique du Massif armoricain qui est le résultat de trois chaînes de montagnes successives. Le site géologique de Plouha appartient plus précisément à l'unité de Saint-Brieuc constituée d'un ensemble magmatique composite à affinité juvénile et déformations volcano-sédimentaires, affectés par une déformation et un métamorphisme dont l'intensité croît globalement du Nord vers le Sud. Cette unité est limitée au nord par le batholite du Trégor, pluton de granitoïdes calco-alcalins — diorites à granites — mis en place au sein des gneiss icartiens et qui fait partie d'un ensemble plus vaste, le batholite mancellien.
L'histoire géologique du plateau du Trégor est marquée par le cycle icartien (de ca. -2 200 Ma à -1 800 Ma) dont la géodynamique est mal connue, et le cycle cadomien (entre 750 et 540 Ma) qui se traduit par la surrection de la chaîne cadomienne qui devait culminer à environ 4 000 m et regroupait à cette époque (avant l'ouverture de l'océan Atlantique) des terrains du Canada oriental, d'Angleterre, d'Irlande, d'Espagne et de Bohême. Cette ceinture cadomienne se suit à travers le Nord du Massif armoricain depuis le Trégor (baie de Morlaix) jusqu'au Cotentin. À une collision continentale succède une période de subduction de l'océan celtique vers le sud-est, sous la microplaque Armorica appartenant alors au supercontinent Gondwana. Des failles de direction N40°-N50°enregistrent un raccourcissement oblique, orienté environ NNE-SSW. Cette tectonique régionale entraîne un métamorphisme à haute température et basse pression. À la fin du Précambrien supérieur, les sédiments briovériens issus de l’érosion rapide de la chaîne cadomienne sont ainsi fortement déformés, plissés, formant essentiellement des schistes et des gneiss. Les massifs granitiques du Mancellien (notamment le massif côtier nord-trégorrois, le granite de Plouha, les diorites et gabbros de Saint-Quay-Portrieux), dont la mise en place est liée au cisaillement nord-armoricain scellent la fin de la déformation ductile de l'orogenèse cadomienne. À leur tour, ces massifs granitiques sont arasés, leurs débris se sédimentant dans de nouvelles mers, formant les « Séries rouges » qui se déposent dans le bassin ordovicien de Plouézec-Plourivo, hémi-graben limité au nord par la faille de Trégorrois. Les grands traits de l’évolution géologique du Trégor sont alors fixés. L'altération a également transformé les roches métasédimentaires en formations argilo-sableuses. Enfin, au Plio-quaternaire, les roches du substratum sont localement recouvertes par des dépôts récents issus de l'action du vent (lœss, limons sur les coteaux).
La région de Bréhat est ainsi formée d'un plateau granitique de 80 à 100 m de hauteur. Elle correspond à la subduction d'un domaine océanique vers le sud-est sous la marge nord du Gondwana, entraînant un métamorphisme à haute température et basse pression (subduction engendrant un bassin intra-arc ou une zone de chevauchement, les deux hypothèses restant débattues).
Pétrographiquement, la granodiorite de Plouha est une tonalite à biotite datée à 570 Ma. Roche à grain moyen, parfois grossier (quartz, plagioclase et biotite sont les minéraux visibles à l'œil nu), elle peut montrer une texture écrasée (zones mylonitiques). Selon les points, la teinte va du gris-bleuté (présence locale de quartz bleuté, opalescent), au rose rougeâtre.
Économiquement, le principal atout de cette roche, tout au moins dans ses affleurements orientaux (pointement de Plouha) repose sur sa situation au sein d'un terroir dépourvu par ailleurs de granitoïdes. Par suite de sa bonne résistance à l'altération météorique, la pierre de Plouha a été largement employée pour l'habitat local et plusieurs chapelles (chapelle de Kermaria an Iskuit, Saint-Samson, Sainte-Eugénie, Saint-Laurent et Saint-Riom en Plouézec, Saint-Michel en Pléhédel).
Touristiquement, les principaux aspects de la géologie dans cette région peuvent être abordés au cours de balades naturalistes et géologiques qui permettent d'observer sur un espace réduit du territoire, des roches d'âge et de nature différents, témoins de phénomènes géologiques d'ampleur (magmatisme, tectogenèse, métamorphisme, érosion…).

### Hydrographie
Pour un article plus général, voir Réseau hydrographique des Côtes-d'Armor.
La commune est située dans le bassin Loire-Bretagne. Elle est drainée par le Corzic et le Kergolo,,.

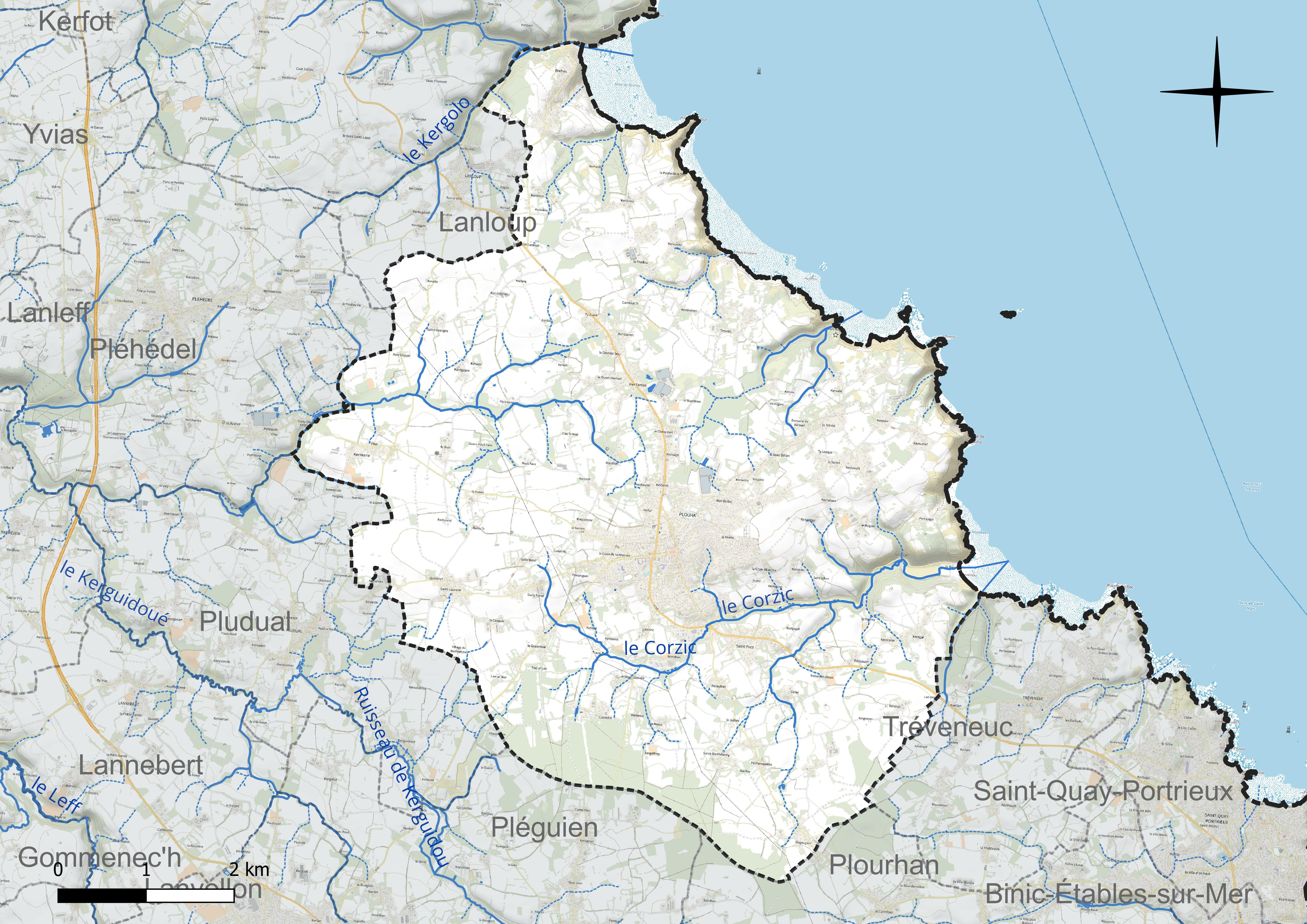
Réseau hydrographique de Plouha.

### Climat
Pour des articles plus généraux, voir Climat de la Bretagne et Climat des Côtes-d'Armor.
En 2010, le climat de la commune est de type climat océanique franc, selon une étude du CNRS s'appuyant sur une série de données couvrant la période 1971-2000. En 2020, Météo-France publie une typologie des climats de la France métropolitaine dans laquelle la commune est exposée à un climat océanique et est dans la région climatique Finistère nord, caractérisée par une pluviométrie élevée, des températures douces en hiver (6 °C), fraîches en été et des vents forts. Parallèlement l'observatoire de l'environnement en Bretagne publie en 2020 un zonage climatique de la région Bretagne, s'appuyant sur des données de Météo-France de 2009. La commune est, selon ce zonage, dans la zone « Littoral », exposée à un climat venté, avec des étés frais mais doux en hiver et des pluies moyennes.
Pour la période 1971-2000, la température annuelle moyenne est de 11,1 °C, avec  une amplitude thermique annuelle de 10,7 °C. Le cumul annuel moyen de précipitations est de 743 mm, avec 12,7 jours de précipitations en janvier et 6,5 jours en juillet. Pour la période 1991-2020, la température moyenne annuelle observée sur la station météorologique la plus proche, située sur la commune de Lanleff à 9 km à vol d'oiseau, est de 11,7 °C et le cumul annuel moyen de précipitations est de 845,9 mm,. Pour l'avenir, les paramètres climatiques de la commune estimés pour 2050 selon différents scénarios d'émission de gaz à effet de serre sont consultables sur un site dédié publié par Météo-France en novembre 2022.

## Urbanisme

### Typologie
Au 1er janvier 2024, Plouha est catégorisée commune rurale à habitat dispersé, selon la nouvelle grille communale de densité à 7 niveaux définie par l'Insee en 2022.
Elle appartient à l'unité urbaine de Plouha, une unité urbaine monocommunale constituant une ville isolée,. La commune est en outre hors attraction des villes,.
La commune, bordée par la Manche, est également une commune littorale au sens de la loi du 3 janvier 1986, dite loi littoral. Des dispositions spécifiques d’urbanisme s’y appliquent dès lors afin de préserver les espaces naturels, les sites, les paysages et l’équilibre écologique du littoral, tel le principe d'inconstructibilité, en dehors des espaces urbanisés, sur la bande littorale des 100 mètres, ou plus si le plan local d’urbanisme le prévoit.

### Occupation des sols
L'occupation des sols de la commune, telle qu'elle ressort de la base de données européenne d’occupation biophysique des sols Corine Land Cover (CLC), est marquée par l'importance des territoires agricoles (72,4 % en 2018), en diminution par rapport à 1990 (75,6 %). La répartition détaillée en 2018 est la suivante :
zones agricoles hétérogènes (42,6 %), terres arables (29,7 %), forêts (11,7 %), zones urbanisées (11,5 %), milieux à végétation arbustive et/ou herbacée (3,7 %), zones humides côtières (0,6 %), eaux maritimes (0,1 %). L'évolution de l’occupation des sols de la commune et de ses infrastructures peut être observée sur les différentes représentations cartographiques du territoire : la carte de Cassini (XVIIIe siècle), la carte d'état-major (1820-1866) et les cartes ou photos aériennes de l'IGN pour la période actuelle (1950 à aujourd'hui).

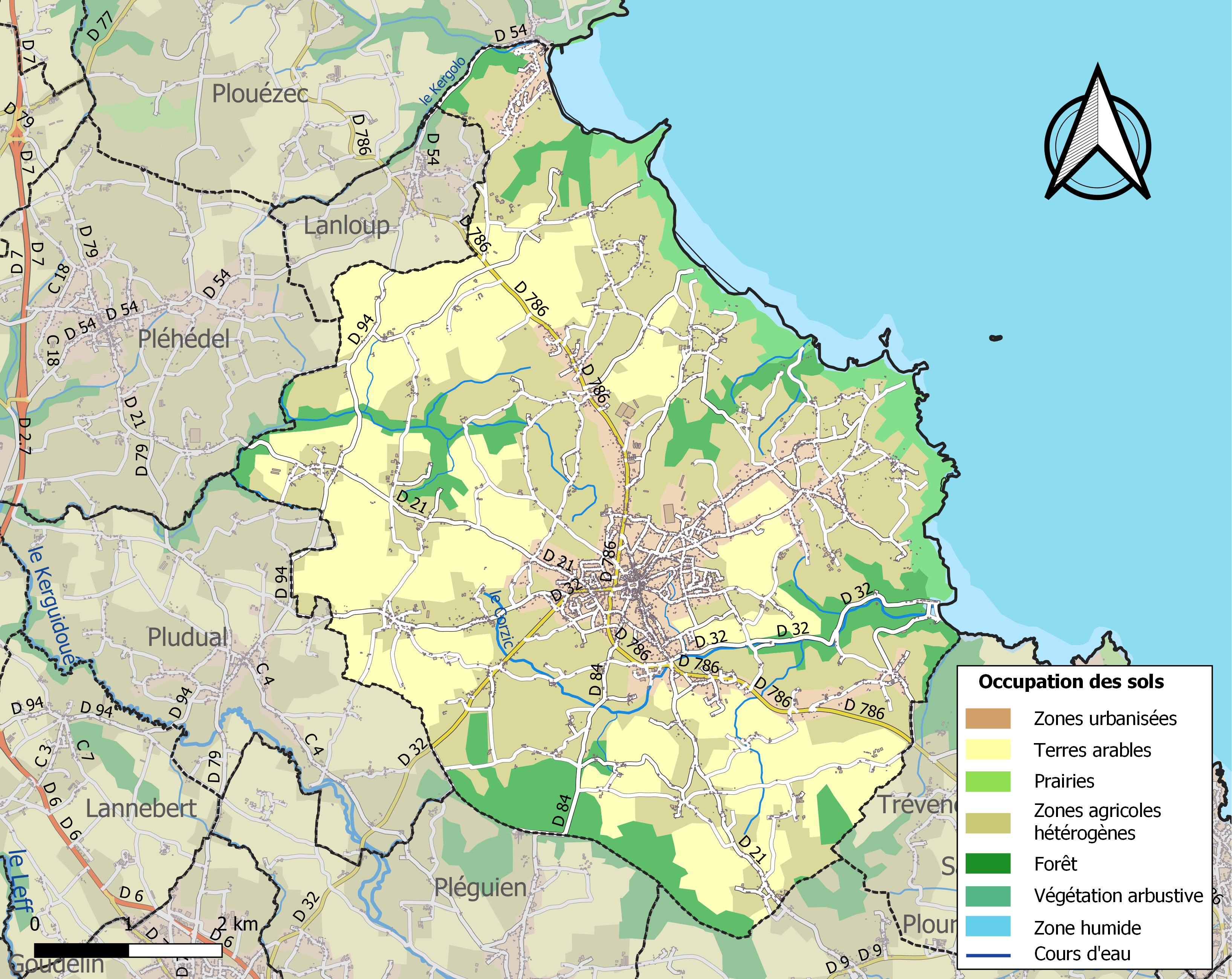
Carte des infrastructures et de l'occupation des sols de la commune en 2018 (CLC).

### Logement
En 2022, le nombre total de logements dans la commune était de 3 750, alors qu'il était de 3 452 en 2016 et de 3 376 en 2011.
Parmi ces logements, 61,3 % étaient des résidences principales, 30,1 % des résidences secondaires et 8,6 % des logements vacants. Ces logements étaient pour 90,4 % d'entre eux des maisons individuelles et pour 9,2 % des appartements.
Le tableau ci-dessous présente la typologie des logements à Plouha en 2022 en comparaison avec celles des Côtes-d'Armor et de la France entière. Une caractéristique marquante du parc de logements est ainsi une proportion de résidences secondaires et logements occasionnels (30,1 %) supérieure à celle du département (16,2 %) et à celle de la France entière (9,7 %). Concernant le statut d'occupation des résidences principales, 80,2 % des habitants de la commune sont propriétaires de leur logement (81 % en 2016), contre 71,2 % pour les Côtes-d'Armor et 57,5 pour la France entière.
| Typologie                                               | Plouha | Côtes-d'Armor | France entière |
| ------------------------------------------------------- | ------ | ------------- | -------------- |
| Résidences principales (en %)                           | 61,3   | 75,8          | 82,3           |
| Résidences secondaires et logements occasionnels (en %) | 30,1   | 16,2          | 9,7            |
| Logements vacants (en %)                                | 8,6    | 8             | 8              |

### Voies de communication et transports

#### Routes

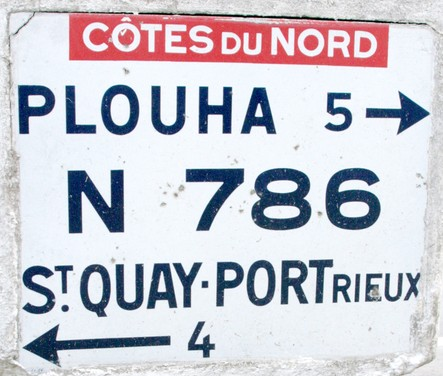
Ancienne borne de la route nationale 786.

La route principale est l'ancienne nationale maintenant déclassée en D 786, de Saint-Malo (102 km à l'est) et Saint-Brieuc (26 km au sud-est) à Paimpol (18 km au nord-ouest), Tréguier, Lannion et Morlaix (86 km, ou 78 km de Plouha à Morlaix en passant par Guingamp).
Outre ce grand axe régional, quatre routes secondaires desservent le bourg : la D 21 vers Pléhédel, Pontrieux, Lannion ou Binic et Plourhan, la D 32 vers Guingamp ou Bégard, la D 84 vers Pléguien et Châtelaudren et la D 94 vers Lanloup ou Pludual.

#### Autocars
Le réseau interurbain BreizhGo dessert Plouha pars la ligne 1 allant de Saint-Brieuc à Paimpol mais également la ligne 22 ayant pour terminus Guingamp.

#### Trains

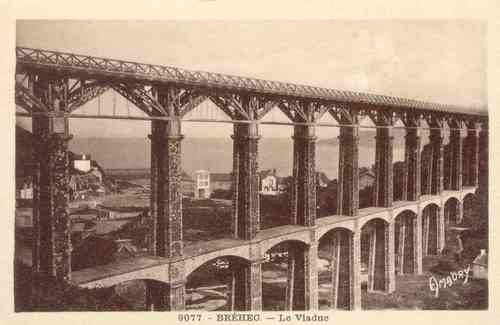
Le viaduc de Bréhec sur la voie ferrée Saint-Brieuc-Paimpol vers 1925.

Pendant la première moitié du XXe siècle, Plouha bénéficiait d'une desserte ferroviaire grâce à la compagnie des chemins de fer des Côtes-du-Nord. La voie ferrée Saint-Brieuc-Guingamp par Plouha fut ouverte en 1905. Desservant Plérin, Pordic, Binic, Étables-sur-Mer, Portrieux, Saint-Quay, Tréveneuc, Pléguien ou encore Lanvollon, elle marquait trois arrêts à Plouha. À la halte de Kérégal, à la gare de Plouha-Embranchement, à la halte de Lizandré. En 1922, la ligne de Plouha à Paimpol puis Tréguier et Pleubian par Plouézec, Kérity et Lézardrieux fut créée. À Plouha, elle partait de la gare Embranchement, d'où son nom, rejoignait celle de Plouha-Ville avant de poursuivre vers les haltes de Kerlerot et du Dernier Sou. Elle s'arrêtait ensuite à la gare de Lanloup puis à celle de Bréhec qui précédait un viaduc surplombant cette petite station balnéaire. Longeant en maints endroits le littoral, la dernière section de Saint-Brieuc à Paimpol fut fermée à la fin de l'année 1956.
La gare la plus proche est à Guingamp. La gare de Saint-Brieuc, guère plus loin, est nettement mieux desservie.

#### Aéroports
L'aéroport le plus proche est celui de Saint-Brieuc Armor à 18 km. À 50 km à l'ouest se trouve l'aéroport de Lannion. L'aéroport de Dinard (95 km à l'est) est aussi fréquenté tout comme ceux de Rennes et de Brest.

#### Ports
- le port de Bréhec ;
- le port de Gwin Zégal, un des derniers ports à pieux d'Europe ;
- la grève du Palus ;
- l'anse de Porz Moguer.

## Toponymie
Le nom de la localité est attesté sous les formes Ploeaza en 1198, Ecclesia de Ploaha en 1202 et en 1206, Ecclesia de Ploehaà partir de 1212, Parochia de Ploahaen 1230, Ploaza en 1259 et en 1267, Ploaha vers 1330, Ploeza en 1362, Ploehaha en 1364, Ploeha et Ploaha en 1428, Ploeaza en 1453, Ploaha en 1454 et en 1480, Plouayaen 1486, Ploha en 1513, Plouaha en 1536 et en 1553, Plohac en 1569 et Plouha dès 1579,.
Plouha vient du breton Plouev ou Plou (communauté ou paroisse) et de Aza ou Adda (forme galloise, homonyme, du nom biblique Adam). Ce nom aurait été porté par le chef ayant donné son nom à la paroisse au VIe siècle ou VIIe siècle,.
Ses habitants sont appelés les Plouhatins et les Plouhatines.

## Histoire

### Préhistoire
L'occupation du site de Plouha est ancienne. La découverte en 1879 de douze haches en bronze en atteste. Ces haches se trouvent actuellement au musée de Bretagne à Rennes. Des vestiges de l'âge du fer sont également visibles aujourd'hui, telle une pierre taillée que l'on peut voir devant la chapelle de la Trinité et dont la finalité est imprécise.

### Temps modernes
Sous l'Ancien Régime, Plouha était une paroisse appartenant à l'évêché de Saint-Brieuc et au comté du Goëlo.
Un aveu de 1690 indique qu'à Plouha se trouvait une « caquinerie », un hôpital où l'on traitait la lèpre.
Du XVe au XVIIIe siècle, les seigneurs de Plouha furent successivement les Kerimel, Rohan, Guéméné et Montbazon. Les autres nobles faisaient partie d'une noblesse très pauvre.
Charles Colbert de Croissy écrit en 1665  que « pour la garde de la pointe et coste (côte) de Plouha (...)  la parroisse (paroisse) de Plouha, fournit quatre gardes de cent hommes chacune, les parroisses de Lanlesse (Lanleff) et Saint-Loup (Lanloup) une garde de cent hommes, Lanvollon (Lanvollon une autre de cent hommes, la parroisse de Peudual (Pludual) idem et les paroisses de Lambert (Lannebert) et Tremesan (Tréméven) une de cent hommes ».

### Révolution française
La période de la Révolution fut marquée par la chouannerie qui connut une importante activité. Ainsi, en mars 1794, quelques centaines de chouans attendirent en vain un ravitaillement maritime britannique sur la plage du Palus. Par contre, ils y rencontrèrent une troupe armée de révolutionnaires qui les extermina presque. Plus tard, le 19 pluviôse an VIII (8 février 1800), un groupe de chouans pillèrent les maisons des citoyens et assassinèrent certains d'entre eux. Quelqu'un fut même enterré vif[réf. nécessaire].

### LeXXesiècle

#### Les guerres duXXesiècle
Le monument aux morts porte les noms de 244 soldats morts pour la Patrie :
- 168 sont morts durant la Première Guerre mondiale ;
- 68 sont morts durant la Seconde Guerre mondiale ;
- 2 sont morts durant la guerre d'Algérie ;
- 3 sont morts durant la guerre d'Indochine ;
- 2 sont morts hors conflit.

##### Le réseau Shelburn et la plage Bonaparte

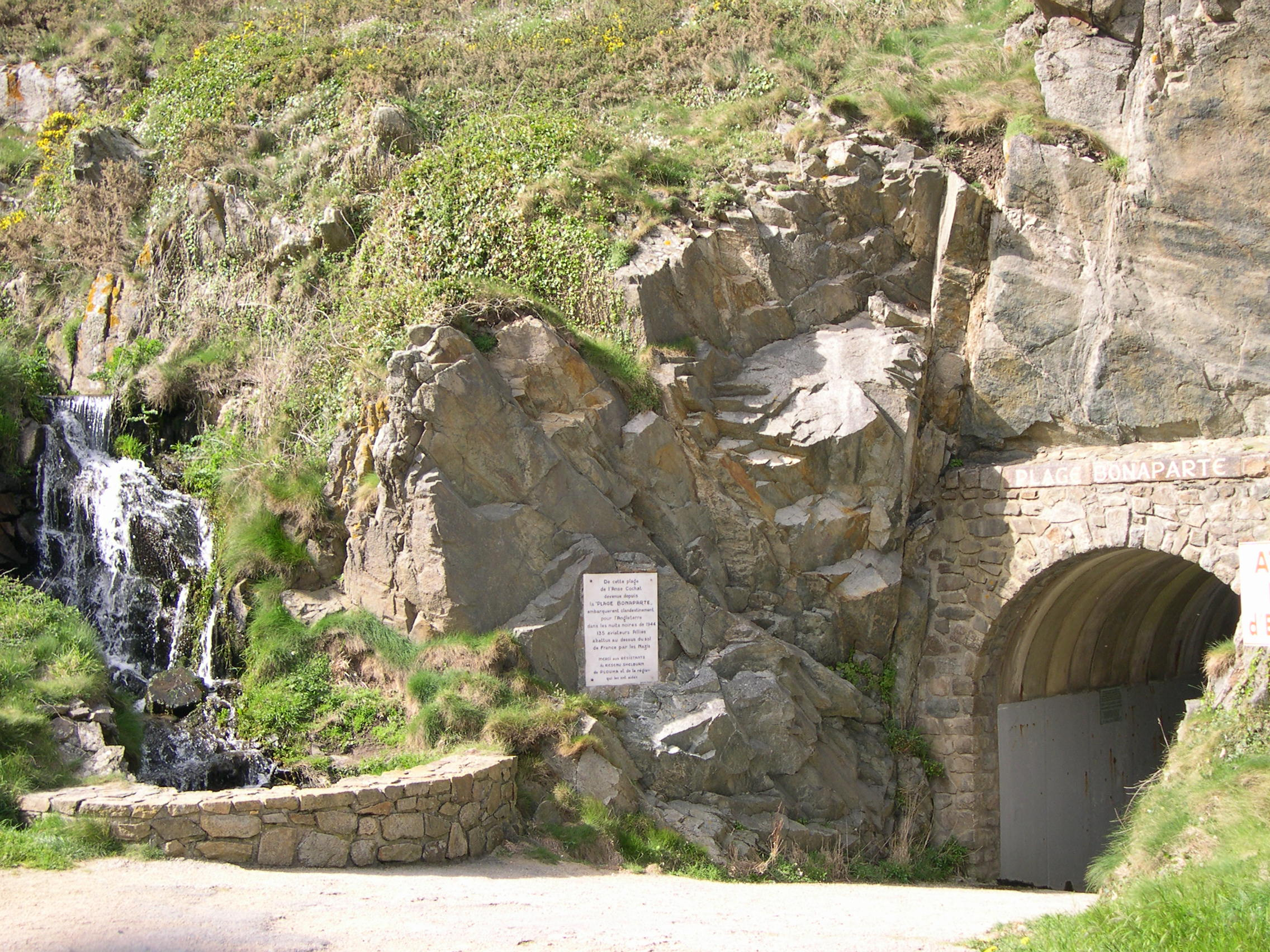
Entrée de la plage Bonaparte.

En novembre 1943, les Québécois ou « Canadiens français » Lucien Dumais de Montréal et Raymond Labrosse, engagés dans le MI9 des services secrets britanniques, viennent organiser et diriger le réseau Shelburn qui a pour but de récupérer les pilotes des avions alliés abattus et de les rapatrier vers le Royaume-Uni. Ils étaient recueillis un peu partout en France et hébergés dans des familles plouhatines ou des environs, ceci, bien sûr, à l'insu de l'occupant nazi. Avant l'embarquement, 20 à 25 aviateurs étaient regroupés dans la maison (nom de code : Maison d'Alphonse) où habitaient Marie et Jean Gicquel puis acheminés de nuit, par la lande, par des passeurs plouhatins. Ils arrivaient à l'anse Cochat (renommée depuis plage Bonaparte du nom du code utilisé pour ces opérations) où les attendaient des embarcations légères chargées de les acheminer sur une corvette britannique qui était mouillée au large. Cent trente-cinq personnes, aviateurs américains, canadiens et agents secrets furent ainsi évacués vers le Royaume-Uni.
En janvier 2016, Le Parisien relève qu'Éric Duval, élu à Plouha, est le seul maire à porter encore l'uniforme officiel des maires lors des cérémonies publiques.
Robert Houston Sweatt, mitrailleur, était à bord du bombardier américain Trouble qui s'écrasa le 7 janvier 1944 à Bouville (Eure-et-Loir) ; grièvement blessé, il fut le seul survivant des dix aviateurs à bord. Il fut exfiltré via la plage Bonaparte dans la nuit du 23 au 24 mars 1944. Reconnaissant, il est resté toute sa vie en contact avec Plouha. Il est décédé le 7 janvier 2021. Il a publié son « journal de guerre » qui raconte son passage à Plouha , en exclusivité, dans le livre L'incroyable histoire du réseau SHELBURN, Éditions Coop-Breizh.

## Politique et administration
Plouha est un chef-lieu de canton et fait partie de la Leff Armor Communauté.

### Jumelages
- Killorglin (Irlande) depuis 1999
- Palas de Rei (Espagne) depuis 2003
- Seix (France) depuis 2013

## Population et société

### Démographie

#### Évolution démographique
L'évolution du nombre d'habitants est connue à travers les recensements de la population effectués dans la commune depuis 1793. Pour les communes de moins de 10 000 habitants, une enquête de recensement portant sur toute la population est réalisée tous les cinq ans, les populations de référence des années intermédiaires étant quant à elles estimées par interpolation ou extrapolation. Pour la commune, le premier recensement exhaustif entrant dans le cadre du nouveau dispositif a été réalisé en 2004.

En 2022, la commune comptait 4 677 habitants, en évolution de +4,3 % par rapport à 2016 (Côtes-d'Armor : +1,78 %, France hors Mayotte : +2,11 %).
| 1793  | 1800  | 1806  | 1821  | 1831  | 1836  | 1841  | 1846  | 1851  |
| ----- | ----- | ----- | ----- | ----- | ----- | ----- | ----- | ----- |
| 3 551 | 4 145 | 3 967 | 4 732 | 5 041 | 4 958 | 4 818 | 4 933 | 5 052 |

| 1856  | 1861  | 1866  | 1872  | 1876  | 1881  | 1886  | 1891  | 1896  |
| ----- | ----- | ----- | ----- | ----- | ----- | ----- | ----- | ----- |
| 5 215 | 5 112 | 5 531 | 4 951 | 5 229 | 4 965 | 4 802 | 4 780 | 4 862 |

| 1901  | 1906  | 1911  | 1921  | 1926  | 1931  | 1936  | 1946  | 1954  |
| ----- | ----- | ----- | ----- | ----- | ----- | ----- | ----- | ----- |
| 4 459 | 4 746 | 4 764 | 4 472 | 4 310 | 4 412 | 4 427 | 4 489 | 4 251 |

| 1962  | 1968  | 1975  | 1982  | 1990  | 1999  | 2004  | 2006  | 2009  |
| ----- | ----- | ----- | ----- | ----- | ----- | ----- | ----- | ----- |
| 4 365 | 4 296 | 4 195 | 4 248 | 4 197 | 4 397 | 4 425 | 4 511 | 4 582 |

| 2014  | 2019  | 2022  | - | - | - | - | - | - |
| ----- | ----- | ----- | - | - | - | - | - | - |
| 4 464 | 4 541 | 4 677 | - | - | - | - | - | - |

#### Pyramide des âges
La population de la commune est relativement âgée. En 2022, le taux de personnes d'un âge inférieur à 30 ans s'élève à 21,1 %, soit un taux inférieur à la moyenne départementale (29,7 %). Le taux de personnes d'un âge supérieur à 60 ans (50,2 %) est supérieur au taux départemental (34,6 %).
En 2022, la commune comptait 2 159 hommes pour 2 518 femmes, soit un taux de 53,84 % de femmes, supérieur au taux départemental (51,66 %).
Les pyramides des âges de la commune et du département s'établissent comme suit :
| Hommes | Classe d’âge | Femmes |
| ------ | ------------ | ------ |
| 1,6    | 90 ou +      | 4,5    |
| 16,1   | 75-89 ans    | 20,4   |
| 28,8   | 60-74 ans    | 28,5   |
| 19,1   | 45-59 ans    | 17,2   |
| 11     | 30-44 ans    | 10,3   |
| 11     | 15-29 ans    | 8,1    |
| 12,4   | 0-14 ans     | 11,1   |

| Hommes | Classe d’âge | Femmes |
| ------ | ------------ | ------ |
| 0,9    | 90 ou +      | 2,6    |
| 9,1    | 75-89 ans    | 12,5   |
| 21,1   | 60-74 ans    | 21,6   |
| 20,4   | 45-59 ans    | 19,4   |
| 16,3   | 30-44 ans    | 15,7   |
| 15,1   | 15-29 ans    | 12,8   |
| 17,1   | 0-14 ans     | 15,5   |

### Langue bretonne
L’adhésion à la charte Ya d’ar brezhoneg a été votée par le conseil municipal le 20 novembre 2008. Le 14 novembre 2011 a été remis à la commune le label Ya d’ar brezhoneg de niveau 2.
À la rentrée 2017, 69 élèves étaient scolarisés dans les filières bilingues publiques (soit 16,4 % des enfants de la commune inscrits dans le primaire).

## Culture locale et patrimoine

### Lieux et monuments
- La chapelle de Kermaria an Iskuit du XIIIe siècle offre une représentation murale du Dit des trois morts et des trois vifs et l'une des deux fresques bretonnes montrant une Danse macabre. La chapelle est classée au titre des Monuments historiques[58].

Chapelle de Kermaria an Iskuit
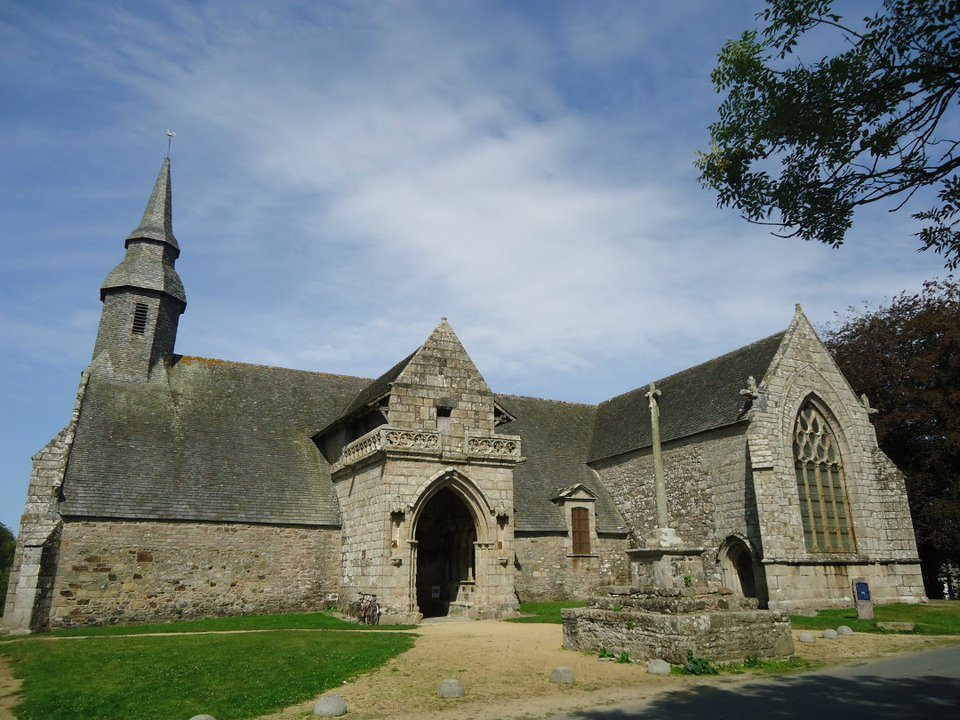
Chapelle de Kermaria, extérieur.
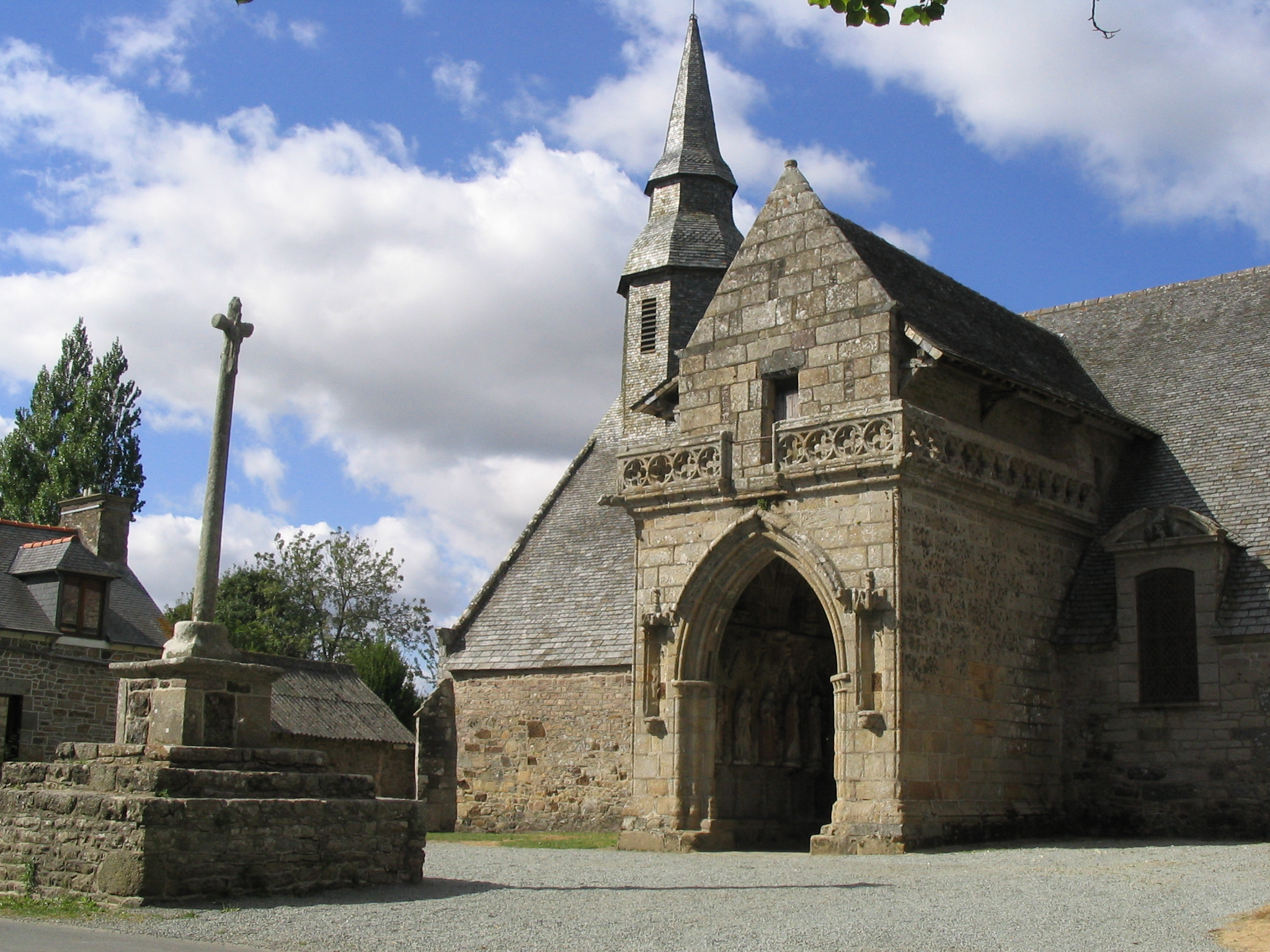
Le clocher, le calvaire et le porche.
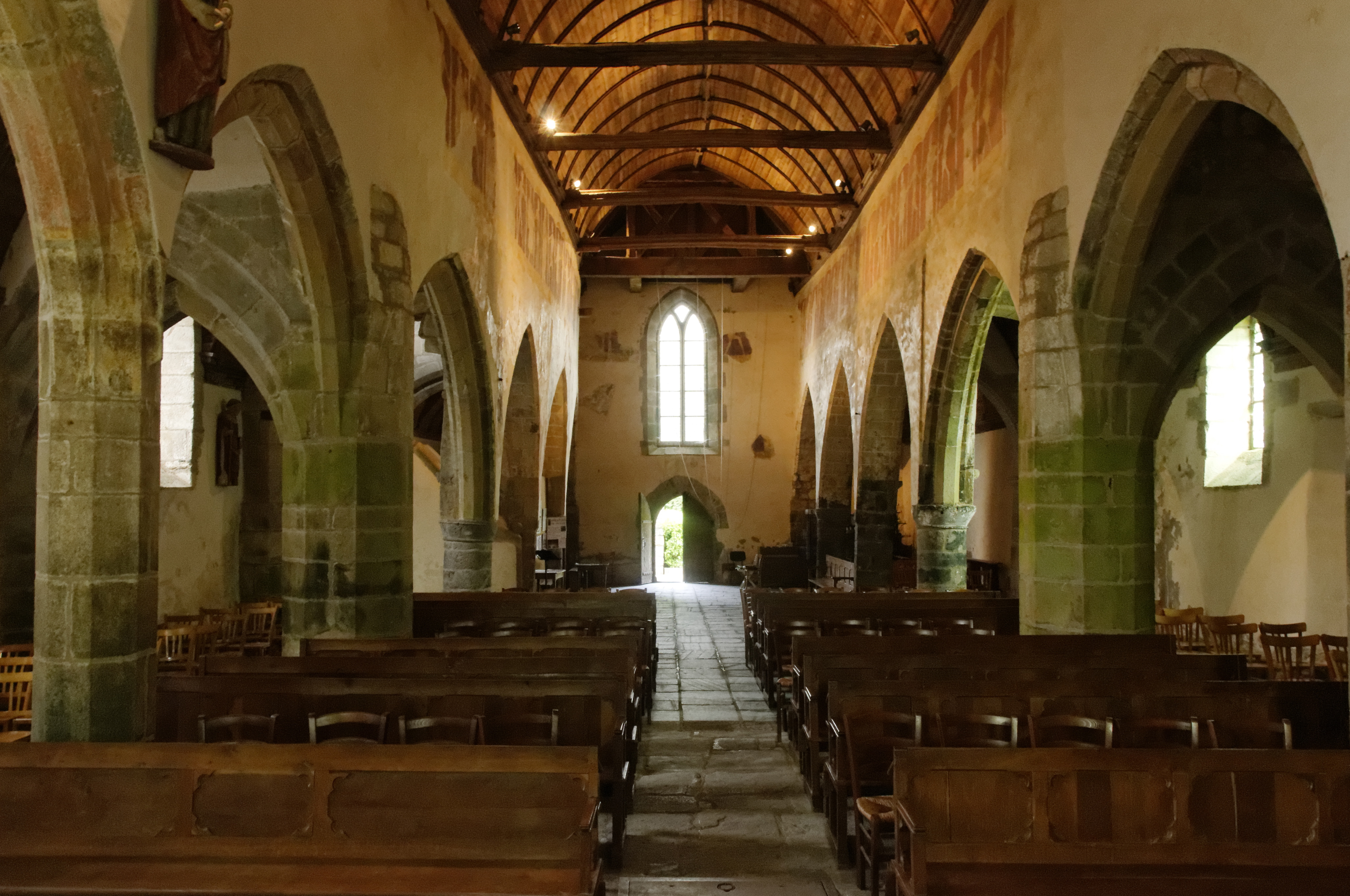
La nef du XIIIe siècle.
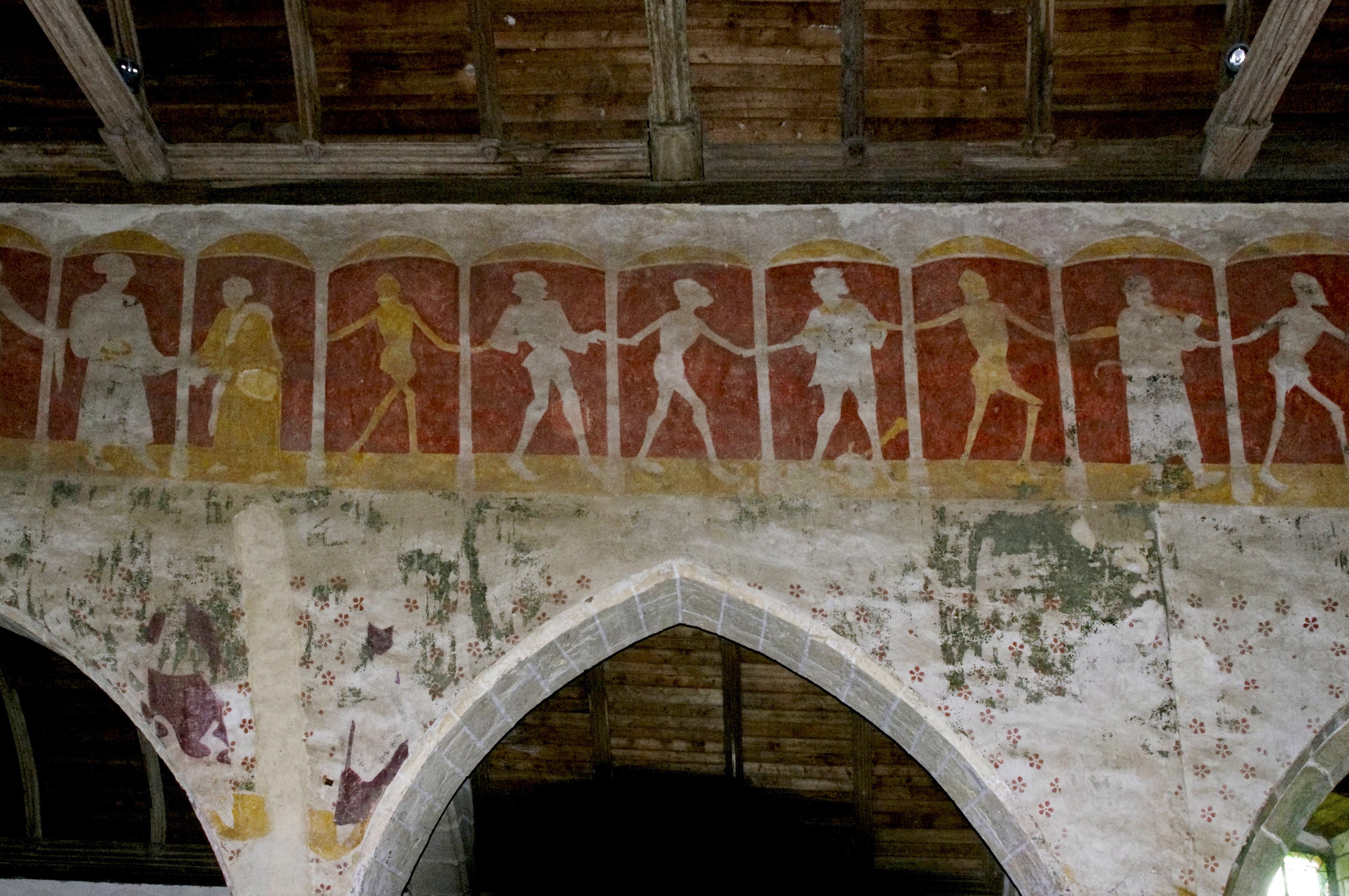
Fresque représentant une danse macabre.

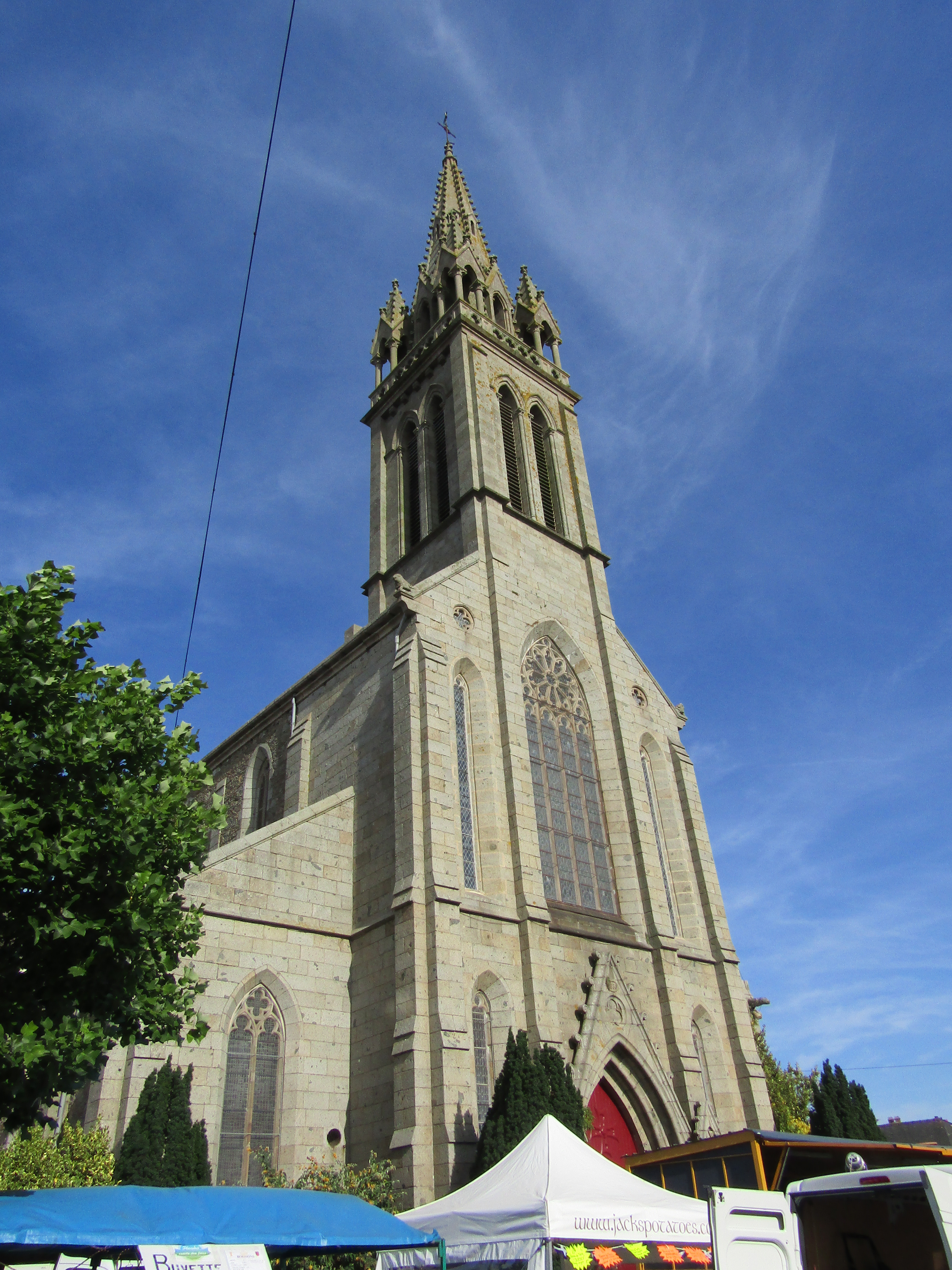
L'église Saint-Pierre.

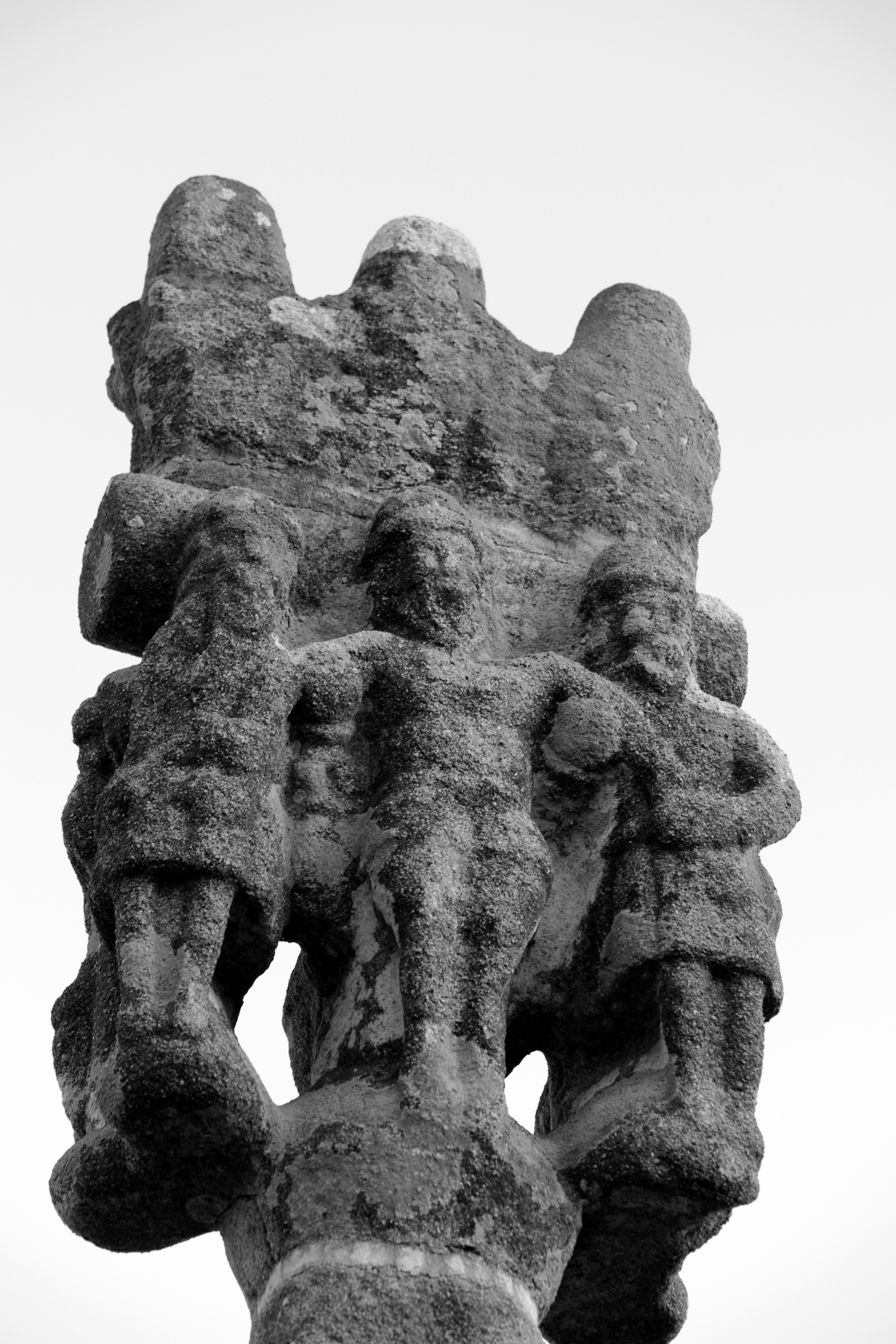
Croix la Sauraie.

- L'église de Plouha, ou l'église Saint-Pierre (1857-1872), édifiée sur les plans d'Alphonse Guépin à l'emplacement de l'ancienne église[59].
- La chapelle de Sainte Eugénie dédiée à Sainte Twina, invoquée pour les grossesses et éponyme de la sainte galloise Twynen.
- La chapelle Saint-Jean.
- La chapelle Saint-Samson.
- La chapelle Saint-Laurent des sept chemins.
- La chapelle Notre-Dame de Kérégal.
- La chapelle de la Trinité Jean.
- La chapelle du Lizandré.
- La chapelle du Kerdreux.
- Plusieurs croix et calvaires, dont, sur la route de Kermaria : 
  - la croix de la Sauraie inscrite en 1926 au titre des monuments historiques[60]
  - la croix du Run inscrite en 1928 au titre des monuments historiques[61].
- Le château de Lysandré, XVIIIe siècle, extérieur visitable toute l'année sur rendez-vous. La chapelle, l'orangerie et le parc ont été créés au XVIIIe siècle. Les façades et toitures de la chapelle et de l'orangerie sont inscrits depuis 1952 au titre des Monuments historiques[62].

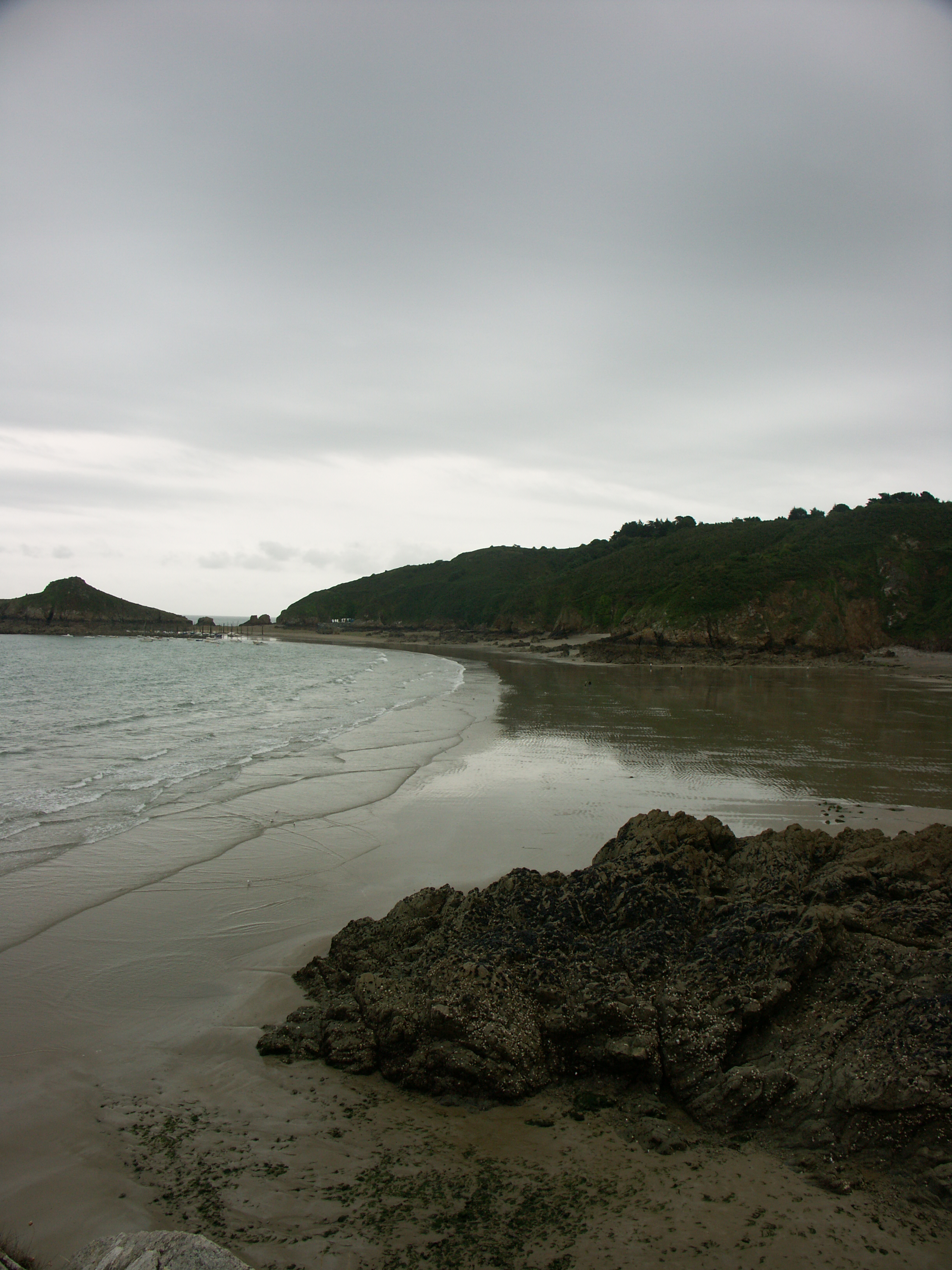
Anse de Porz Moguer.

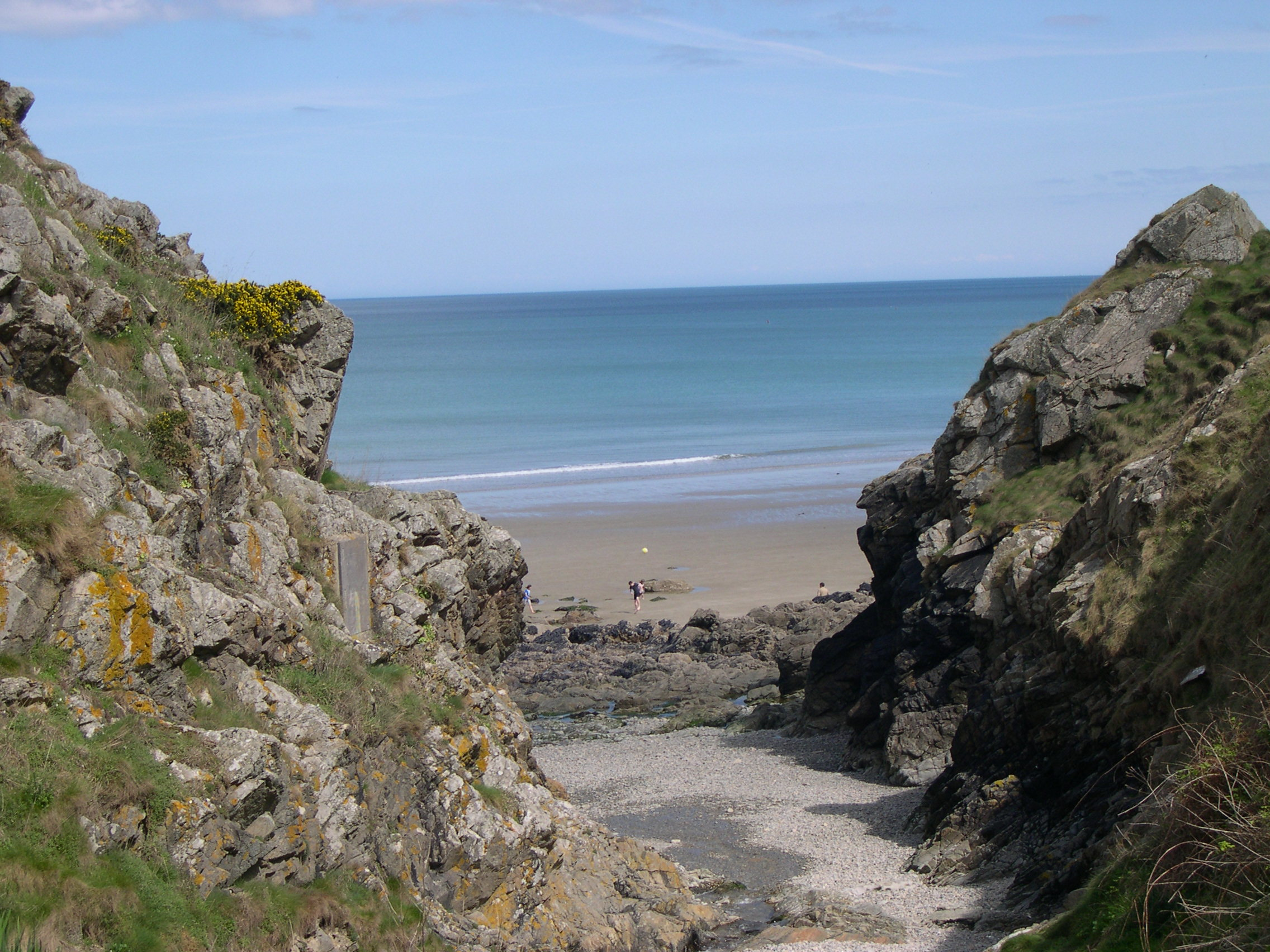
La plage Bonaparte.

- Le domaine de Keravel, qui appartint un temps au peintre Paul Chardin.
- Le port de Gwin Zegal et son îlot, où les bouées de mouillage habituelles sont remplacées par des troncs d'arbres plantés dans le sol marin. « Une petite trentaine de troncs d'arbres de huit à dix mètres de hauteur est plantée dans le sable marin, avec leurs racines, au creux d'une petite anse protégée par une pointe rocheuse. Des pierres consolident la base de chaque arbre et l'ensemble constitué une petite forêt de mâts qui traverse les siècles »[63].
- Le Palus, station balnéaire avec sa plage, sa grève, ses marais, ses falaises et son cordon littoral.
- Bréhec, la station balnéaire des paimpolais.
- Les blockhaus et abris à munition de Bréhec.
- La casemate ou batterie de Beg Hastel.
- La plage de Porz Moguer, sa demi lune et son quai en granit rose.
- La plage Bonaparte : haut-lieu de la résistance durant la Seconde Guerre mondiale, le réseau Shelburn[64] l'a utilisée pour permettre à de nombreux pilotes de la RAF de regagner la Grande-Bretagne.
- La maison d'Alphonse incendiée lors de la seconde guerre mondiale. Une plaque explicative sur l'organisation du réseau, réalisée par Claude Benech (Livre L'incroyable histoire du réseau Shelburn et financée par la mairie de Plouha est visible sur le lieu de ce qui fut la « maison d'Alphonse ».
- Le sentier Shelburn utilisé lors des évasions.
- La Vallée Verte.
- Les restes des nombreux moulins à vent et à eau de la commune.
- Les lavoirs, pressoirs et rouoirs.
- L'Usine, ancienne manufacture de pinceaux.
- Le sentier de grande randonnée GR 34A longe la limite nord-ouest de la commune.

### Patrimoine naturel
L'inventaire national du patrimoine naturel comprend plusieurs sites de la commune, sous des classifications diverses.
- Zones naturelles d'intérêt écologique, faunistique et floristique (ZNIEFF)

Plouha est concerné par trois ZNIEFF.
- la ZNIEFF continentale de type 2 des « Falaises de Plouha »[66], soit 4 256,4 hectares sur six communes : Binic-Étables-sur-Mer, Plouha, Pordic, Saint-Quay-Portrieux et Tréveneuc[Note 4]. Elle vise les côtes rocheuses et falaises maritimes ;
- la ZNIEFF continentale de type 1 « Le Pommier près de la Pointe de Plouha »[67], soit 32,34 hectares entièrement sur Plouha, vise les eaux du talus et du plateau (eaux néritiques), les côtes rocheuses et les falaises maritimes. Le Pommier est un rocher côtier à 1 km au nord-ouest de la Pointe de Plouha, près de Kerjean ;
- la ZNIEFF continentale de type 1 du « Bois de Lizandré »[68], soit 199,49 hectares de forêt sur Plouha.

#### Espace protégé et géré
L'espace protégé et géré des « Falaises du Goëlo » est un ensemble de terrains acquis par le Conservatoire du Littoral, d'une surface totale de 148 287 hectares soumis à un arrêté préfectoral de protection de biotope passé le 18 février 1997. Il s'agit de petits terrains isolés et disséminés le long des falaises et des cours d'eau de la région. C'est sur Plouha que leur densité est la plus importante. Sur la commune la plus grande surface couvre presque entièrement le vallon qui débouche à Port Moguer ; d'autres ensembles importants de terrains se trouvent entre le Palus et Port Logot pour l'un, au Pommier pour un autre et enfin à la Pointe de Plouha.

#### Zone de protection spéciale(ZPS,directive Oiseaux)
Toute la côte de la commune est incluse dans la zone de protection spéciale (ZPS) de « Tregor Goëlo », un site Natura 2000 selon la directive Oiseaux qui couvre 91 228 hectares répartis sur 27 communes des Côtes-d'Armor.

### Tourisme
Trois terrains de camping se trouvent sur la commune : au domaine de Kéravel, les Tamaris (à Bréhec) et le Varquez (à Bréhec).
Plages : le Palus, Moguer, plage Bonaparte (vers Trévos), anse de Bréhec.
Les ports (Bréhec, Gwin Zégal, grève du Palus, anse de Porz Moguer) sont surtout des ports de plaisance.
Une école de voile se trouve au Bréhec.

Plage de Bréhec. La côte à gauche est sur Plouézec.

### Personnalités liées à la commune
- Famille de Lannion, famille noble bretonne.
- Jean-Marie de Courson de Kertanguy, commandant une bande de Chouans, trahi par son domestique et fusillé à Plouha.
- Jean-Louis Hamon (Plouha, 1821 - Saint Raphaël, 1874), artiste peintre, auteur de L’escamoteur, quart d’heure de Rabelais peint en 1861. Ce tableau vient d'être restauré par le Musée d'arts de Nantes. Le collège public de Plouha porte son nom.
- L'impératrice Eugénie (1826 - 1920) qui fit rénover la chapelle qui porte désormais son nom.
- Paul Chardin (1833 - 1918), peintre et illustrateur.
- Marie-Thérèse Le Calvez, une héroïne de la Résistance[71].
- Georges Le Calvez (Plouha, 1918 - 1941), aviateur des Forces aériennes françaises libres.
- Lt Cdr David Leslie Birkin (1914 - 1991), lieutenant commandant de la Royal Navy britannique, père de Jane Birkin.
- Maurice Le Lannou (1906 - 1992, Plouha), géographe, universitaire, professeur au Collège de France, membre de l'Institut (Académie des sciences morales et politiques).
- Mona Ozouf (née en 1931), historienne.
- Hervé Guillou (né en 1955), PDG de DCNS.
- Germain O'Livry, dit Dr Nozman (né en 1990), vidéaste et youtubeur.

### Divers
Dans le cimetière de Plouha repose le sergent Georges Le Calvez (né à Plouha 11 octobre 1918), pilote d'un Bristol Blenheim du Groupe « Lorraine » qui, à court de carburant, disparut dans le désert le 5 février 1941, au retour d'une mission effectuée sur l'oasis de Koufra. L'appareil, intact, ne fut retrouvé – avec ses trois membres d'équipage décédés – qu'en 1959. Georges Le Calvez était le frère de Marie Thérèse Le Calvez qui, avec sa Mère Léonie Le Calvez furent des membres efficaces du réseau Shelburn.

#### Lieux de mémoire

##### La maison d'Alphonse
Propriété de Marie et Jean Gicquel en 1944, fut le dernier lieu de rassemblement des aviateurs avant leur départ vers la liberté. Elle se situe à Kersauzon, à 100 mètres de la chapelle de Saint-Samson. Une plaque, réalisée par Claude Benech, y décrit brièvement cette organisation d’évasion.
Dans le cadre de la même initiative, chaque résistant ayant participé comme hébergeur ou convoyeur a désormais un chemin ou une place à son nom. Ces plaques, places et chemins rendent hommage à celles et ceux qui ont pris tant de risques en 1944.

### Héraldique
| Blason | Blasonnement : Au premier de gueules aux sept mâcles d'or ordonnées 3, 3 et 1, au second d'azur aux sept besants aussi d'or ordonnés 3, 3 et 1 et surmontés d'un chef du même.[réf. nécessaire] |

D'après Régis de Saint-Jouan dans son Dictionnaire des communes (Département des Côtes-d'Armor, 1990), Plouha avait été représenté en 1882 dans la décoration de la salle du Conseil général de l'ancienne préfecture par les armes suivantes :
| Blason | Blasonnement : Parti, au Ier, de gueules à deux macles d'or et trois demies ; au 2, d'azur à trois demis et deux besants d'or, à un chef du même, ou plus simplement mi-parti de Rohan et de Melun |

« En effet la famille de Rohan (les macles), puis à partir de la fin du XVIIe siècle, celle de Melun (les besants et le chef) ont possédé le seigneurie de Plouha sous l'Ancien Régime. »